# Matthew Barnaby
Matthew Joseph Thomas „Matt“ Barnaby (* 4. Mai 1973 in Ottawa, Ontario) ist ein ehemaliger kanadischer Eishockeyspieler und -trainer, der im Verlauf seiner aktiven Karriere zwischen 1993 und 2007 unter anderem 896 Spiele für die Buffalo Sabres, Pittsburgh Penguins, Tampa Bay Lightning, New York Rangers, Colorado Avalanche, Chicago Blackhawks und Dallas Stars in der National Hockey League auf der Position des rechten Flügelstürmers spielte. In dieser Zeit galt Barnaby als eine der berüchtigtsten Pests des Sports in Nordamerika.

## Karriere
Matthew Barnaby spielte in seiner Jugend für die Harfangs de Beauport, das Collège Français de Verdun sowie die Tigres de Victoriaville in der kanadischen Juniorenliga Ligue de hockey junior majeur du Québec. Bereits dort zeichnete sein Spiel sich durch eine harte und provozierende Gangart aus, in den Jahren 1992 und 1993 führte er die Strafminuten-Wertung der LHJMQ an. Der Angreifer absolvierte insgesamt 180 Spiele in der Juniorenliga, dabei erhielt er 1186 Strafminuten. Beim NHL Entry Draft 1992 wurde der Flügelspieler in der vierten Runde an insgesamt 83. Position von den Buffalo Sabres ausgewählt und kam in der Saison 1992/93 spät in der laufenden Spielzeit zu seinem Debüt in der National Hockey League. In der NHL knüpfte er an seine Spielweise aus der Jugendliga an und erhielt in zwei Einsätzen in der regulären Saison zehn Strafminuten, sowie weitere vier in einem Play-off-Spiel. In der darauffolgenden Saison spielte er abwechselnd in Buffalo und in der American Hockey League beim Farmteam der Sabres, den Rochester Americans. Auch die Saison 1994/95 verbrachte er zumeist in der AHL, bevor er sich schließlich in der NHL etablieren konnte. Seine erfolgreichste Spielzeit erlebte der Publikumsliebling in der Saison 1996/97, als er in 68 Spielen trotz 249 Strafminuten 19 Tore und 43 Punkte erzielen konnte.
Nach knapp sieben Spielzeiten, insgesamt 344 Spielen und 1327 Strafminuten für die Buffalo Sabres wurde er am 11. März 1999 im Tausch gegen Stu Barnes zu den Pittsburgh Penguins transferiert. Bei den Penguins spielte er drei Jahre, bevor Mitte der Saison 2000/01 zu den Tampa Bay Lightning geschickt wurde, Pittsburgh erhielt im Gegenzug Wayne Primeau. In Florida konnte der Kanadier nicht an seine Leistungen anknüpfen und nach nur acht Punkten aus 58 Einsätzen folgte ein Wechsel zu den New York Rangers, wo er sich schnell zum Fan-Favoriten spielen konnte. Auch bei den Rangers blieben Erfolge aus, nach drei Spielzeiten in New York ohne Teilnahme an den Play-offs wurde er kurz vor Ende der Transferperiode der Saison 2003/04 zusammen mit einem Drittrunden-Draftpick für den NHL Entry Draft 2004 zur Colorado Avalanche transferiert, die New York Rangers erhielten im Gegenzug David Liffiton, Chris McAllister sowie einen Zweitrunden-Draftpick.
Im Juli 2004 unterschrieb der Angreifer einen Dreijahresvertrag bei den Chicago Blackhawks, die NHL-Saison 2004/05 fiel aufgrund eines Lockouts jedoch komplett aus. Am Ende der Spielzeit 2005/06 wurde sein Vertrag seitens der Blackhawks aufgelöst. Matthew Barnaby unterschrieb für die Saison 2006/07 einen Kontrakt bei den Dallas Stars, für die Texaner bestritt der Stürmer jedoch lediglich 39 Spiele, da er sich im Januar 2007 bei einem Spiel gegen die Phoenix Coyotes ein Schädel-Hirn-Trauma zuzog. Im Juli 2007 gab Barnaby aufgrund der Folgen dieser Verletzung seinen Rücktritt vom aktiven Sport bekannt.
Zwischen 2016 und 2018 fungierte Barnaby als Assistenztrainer der Kitchener Rangers aus der Ontario Hockey League.

## Erfolge und Auszeichnungen
- 1993 CHL Third All-Star Team

## Karrierestatistik
(Legende zur Spielerstatistik: Sp oder GP = absolvierte Spiele; T oder G = erzielte Tore; V oder A = erzielte Assists; Pkt oder Pts = erzielte Scorerpunkte; SM oder PIM = erhaltene Strafminuten; +/− = Plus/Minus-Bilanz; PP = erzielte Überzahltore; SH = erzielte Unterzahltore; GW = erzielte Siegtore; 1 Play-downs/Relegation; Kursiv: Statistik nicht vollständig)